# لي باس
لي باس (بالإنجليزية: Lee Bass)‏ هو شخصية أعمال أمريكي، ولد في 1956.

## وصلات خارجية
- لي باس على موقع إن إن دي بي (الإنجليزية)